# Liste der Bodendenkmäler in Selm
Diese Liste der Bodendenkmäler der Stadt Selm führt die Bodendenkmale der Stadt Selm im Kreis Unna auf. Sie gibt den Stand vom 18. November 2019 wieder.
| Nr. | Beschreibung | Ortsteil      | Lagebezeichnung                                        | Baujahr/ Entstehungszeit                        | Eintragung | Bild |
| --- | --- | ------------- | ------------------------------------------------------ | ----------------------------------------------- | ---------- | ---- |
| B1  | Hügelgrab. Um 1933 wurden drei weitere Hügelgräber auf diesem Flurstück nach Untersuchung durch das Landesmuseum Münster abgetragen und die Fläche eingeebnet. Heute befindet sich an der Südflanke des Hügels ein Rastplatz mit Sitzbank und Informationstafel. | Selm-Ternsche | Flur 3, Flurstück 30 51° 43′ 23″ N, 7° 27′ 6″ O        | Aus der jüngeren Steinzeit, rund 4000 Jahre alt | 11.06.1985 |      |
| B2  | Zwei Hügelgräber | Selm-Ternsche | Flur 3, Flurstück 14 und 29 51° 43′ 22″ N, 7° 27′ 9″ O | Aus der jüngeren Steinzeit, rund 4000 Jahre alt | 11.06.1985 |      |
| B3  | Grundstück Stiftskirche Cappenberg einschl. Glockenturm innerhalb des Schlossbereichs | Cappenberg    | 51° 39′ 3″ N, 7° 32′ 20″ O                             |                                                 | 15.07.1985 |      |
| B4  | Schlossanlage Cappenberg | Cappenberg    |                                                        |                                                 | 24.07.1985 |      |
| B5  | Burggelände Burg Botzlar | Selm          | 51° 41′ 25″ N, 7° 28′ 6″ O                             |                                                 | 19.04.1991 |      |
| B6  | Burggelände Burg Botzlar | Selm          |                                                        |                                                 | 13.02.1992 |      |
| B7  | Landwehr Cappenberg | Cappenberg    |                                                        |                                                 | 13.10.1992 |      |